# Desmognathus imitator
Espèce
Synonymes
- Desmognathus fuscus imitator Dunn, 1927
- Desmognathus aureatagulus Weller, 1930

Statut de conservation UICN

 LC  : Préoccupation mineure
Desmognathus imitator est une espèce d'urodèles de la famille des Plethodontidae.

## Répartition
Cette espèce est endémique d'Amérique du Nord. Elle se rencontre dans les Great Smoky Mountains dans l'est de la Caroline du Nord et dans l'ouest du Tennessee.

## Publication originale
- Dunn, 1927 : A new mountain race of Desmognathus. Copeia, vol. 164, p. 84-86.